# Caulokaempferia petelotii
Caulokaempferia petelotii är en enhjärtbladig växtart som beskrevs av Kai Larsen. Caulokaempferia petelotii ingår i släktet Caulokaempferia och familjen Zingiberaceae. Inga underarter finns listade i Catalogue of Life.